# Kypello Ellados 1956-1957
La Coppa di Grecia 1956-1957 è stata la 15ª edizione del torneo. La competizione è terminata il 30 luglio 1957. L'Olympiacos ha vinto il trofeo per la sesta volta, battendo in finale il Iraklis.

## Quarti di finale
| Squadra 1     | Risultato | Squadra 2       |
| ------------- | --------- | --------------- |
| Īraklīs       | 3 – 0     | Aspis Xanthi    |
| AEK Atene     | 0 – 1     | Olympiacos      |
| Panathīnaïkos | 2 – 1     | Fostiras        |
| Nikī Volo     | 1 – 2     | Apollōn Smyrnīs |

## Semifinali
| Squadra 1  | Risultato | Squadra 2       |
| ---------- | --------- | --------------- |
| Olympiacos | 1 – 0     | Panathīnaïkos   |
| Īraklīs    | 2 – 1     | Apollōn Smyrnīs |

## Finale
| Arbitro: | Leo Horn ( Paesi Bassi) |

|                          |           |  |
| Kotridis 38’ Yfantis 73’ | Marcatori |  |